# Gogol (série de films)
Pour les articles homonymes, voir Gogol.
Gogol est une série de films réalisée par Yegor Baranov, de la société de production « Sreda ». Les films ont été réalisés à partir des œuvres de Nikolai Gogol de la collection « Soirées dans une ferme près de Dikanka ». Le rôle principal est joué par Alexandre Petrov.
Les Chroniques de Viy : Les Origines du mal est le premier des trois films du projet « Gogol » et la première série télévisée russe à être sortie en salle. Il a été publié le 31 août 2017 et a rapporté 7 757 988 $. Le film Les Chroniques de Viy : Les Chasseurs de démons estsorti le 5 avril 2018. Le film a rapporté 8 011 641 $ au box-office. Les Chroniques de Viy : Le Cavalier noir  est sorti le 30 août 2018. Les films ont également été distribués à l'étranger - en Allemagne, en Autriche, en Belgique, en Suisse, à Chypre, aux EAU et dans d'autres pays.
Ensuite, les trois films ont été divisés en 6 épisodes télévisés, qui ont ensuite été diffusés du 25 mars au 4 avril 2019 sur TV-3 lors de la première saison de la série,.

## Saison 1

### Distribution
| Acteur                    | Rôle                                                         |
| ------------------------- | ------------------------------------------------------------ |
| Alexandre Petrov          | Nicolas Gogol                                                |
| Oleg Menchikov            | enquêteur Yakov Petrovich Guro                               |
| Evgeny Stychkin           | Chef du département de police Alexander Khristoforovich Binh |
| Taisiya Vilkova           | Elizaveta (Liza) Danishevskaya                               |
| Artyom Tkachenko          | Alexey Danishevsky                                           |
| Julia Franz               | fille du meunier Oksana                                      |
| Evgeny Syty               | serviteur de Gogol Yakim                                     |
| Jan Tsapnik               | Docteur en pathologie Léopold Leopoldovich Bomgart           |
| Sergey Badiuk             | forgeron Vakula                                              |
| Martha Timofeeva          | fille d'un forgeron Vakula Vasilina                          |
| Valery Rybin              | Dark Rider                                                   |
| Ksenia Razin              | Uliana                                                       |
| Svetlana Kireeva          | Christina                                                    |
| Valery Sklyarov           | cocher Nikifor                                               |
| Artyom Suchkov            | Scribe Slasher                                               |
| Evgeny Kapitonov          | père bartholomew                                             |
| \Pavel Derevyanko         | Alexandre Sergueïevitch Pouchkine                            |
| \Kirill Polukhin          | Basavryuk                                                    |
| \Dmitry Bykovsky-Romashov | Solopiy Cherevik                                             |
| Askar Nigamedzyanov       | Mikhail Lermontov                                            |
| Anvar Libabov             | beznozy                                                      |
| Julia Marchenko           | mère de Gogol Maria Ivanovna Gogol-Yanovskaya                |
| Andrey Astrakhantsev      | père de Gogol Basil Afanassiévitch Gogol Janowski            |
| Gennady Smirnov           | Manilov Rodion Evlampievich                                  |
| Vitaly Kovalenko          | enquêteur Kowley                                             |
| Beata Makovskaya          | semer                                                        |

## Saison 2
- 2017 Gogol a participé au Amarcord Film Festival Chicago Arthouse Film Awards, a remporté et reçu le prix Meilleure série télévisée[7].
- Fin 2018, la série Gogol figurait dans le TOP-5 de la meilleure série télévisée russe, selon la version de « Filmocracy »[8].